# Nuoto sincronizzato ai campionati mondiali di nuoto 2011 - Squadre (programma libero)
La specialità a squadre (programma libero) ai campionati mondiali di nuoto 2011 si è svolta presso lo Shanghai Oriental Sports Center di Shanghai, in Cina.
La fase preliminare si è svolta la mattina del 20 luglio 2011, mentre la finale si è svolta la sera del 23 luglio 2011.

## Medaglie
| Oro | Argento | Bronzo |
| Russia Anastasija Davydova Natalia Ishchenko Elvira Khasyanova Svetlana Kolesnichenko Daria Korobova Aleksandra Patskevich Alla Shishkina Anzhelika Timanina Maria Gromova (riserva) | Cina Chang Si Fan Jiachen Huang Xuechen Jiang Tingting Jiang Wenwen Liu Ou Luo Xi Wu Yiwen Chen Xiaojun (riserva) Sun Wenyan (riserva) | Spagna Clara Basiana Alba María Cabello Ona Carbonell Margalida Crespí Andrea Fuentes Thaïs Henríquez Paula Klamburg Irene Montrucchio Sara Gijon (riserva) Cristina Salvador (riserva) |

## Risultati
In verde sono denotate le finaliste.
| Pos. | Nazione     | Preliminare | Preliminare | Finale    | Finale |
| Pos. | Nazione     | Punti       | Pos.        | Punti     | Pos.   |
| ---- | ----------- | ----------- | ----------- | --------- | ------ |
| 1    | Russia      | 98.440      | 1           | 98.620    |        |
| 2    | Cina        | 96.440      | 2           | 96.580    |        |
| 3    | Spagna      | 96.030      | 3           | 96.090    |        |
| 4    | Canada      | 95.280      | 4           | 95.490    | 4      |
| 5    | Giappone    | 92.540      | 5           | 92.860    | 5      |
| 6    | Ucraina     | 91.960      | 6           | 92.740    | 6      |
| 7    | Italia      | 91.090      | 7           | 90.870    | 7      |
| 8    | Francia     | 88.970      | 8           | 87.840    | 8      |
| 9    | Regno Unito | 87.090      | 10          | 87.280    | 9      |
| 10   | Stati Uniti | 87.780      | 9           | 86.800    | 10     |
| 11   | Messico     | 85.110      | 12          | 85.760    | 11     |
| 12   | Brasile     | 85.770      | 11          | 85.160    | 12     |
| 16.5 | H09.5       |             |             | 00:55.635 | O      |
| 13   | Paesi Bassi | 85.070      | 13          |           |        |
| 14   | Svizzera    | 83.640      | 14          |           |        |
| 15   | Egitto      | 78.200      | 15          |           |        |
| 16   | Colombia    | 76.780      | 16          |           |        |
| 17   | Australia   | 76.720      | 17          |           |        |
| 18   | Malaysia    | 73.900      | 18          |           |        |
| 19   | Macao       | 68.690      | 19          |           |        |
| 20   | Thailandia  | 67.430      | 20          |           |        |
| 21   | Indonesia   | 65.050      | 21          |           |        |
| 22   | Singapore   | 64.780      | 22          |           |        |
| 23   | Hong Kong   | 63.510      | 23          |           |        |
| 24   | Sudafrica   | 60.290      | 24          |           |        |